# Thamnophilus aroyae
El batará montano (Thamnophilus aroyae), también denominado batará de altura (en Perú) o choca montañés, es una especie de ave paseriforme de la familia Thamnophilidae perteneciente al numeroso género Thamnophilus. Es nativo del centro oeste de América del Sur.

## Distribución y hábitat
Se distribuye en las laderas andinas orientales del sureste de Perú (Puno) y noroeste de Bolivia (La Paz, Cochabamba).
Es poco común en crescimientos arbustivos al borde de selvas montanas entre 600 y 1900 m de altitud.

## Sistemática

### Descripción original
La especie T. aroyae fue descrita por primera vez por el ornitólogo austríaco Carl Eduard Hellmayr en 1904 bajo el nombre científico «Dysithamnus aroyae»; localidad tipo «Oroya, valle de Inambari, 3000 pies [cerca de 915 m], Puno, Perú».

### Etimología
El nombre genérico «Thamnophilus» deriva del griego «thamnos»: arbusto y «philos»: amante; «amante de arbustos»; y el nombre de la especie «aroyae», proviene de la localidad tipo: La Aroya = La Oroya.

### Taxonomía
Está hermanada con Thamnophilus aethiops, estas dos especies, junto a T. unicolor y T. caerulescens, forman un clado bien fundamentado. Es monotípica.